# Cantó de Pèrnas dei Fònts
El cantó de Pèrnas dei Fònts és un cantó francès del departament de la Valclusa, situat al districte de Carpentràs. Té sis municipis i el cap és Pèrnas dei Fònts.

## Municipis
- Lo Baucet
- Pèrnas dei Fònts
- La Ròca de Pèrnas
- Sant Deidier
- Veleron
- Venasca

| Data d'elecció                           | Identitat          | Partit           | Qualitat |
| ---------------------------------------- | ------------------ | ---------------- | -------- |
| 1970-1976                                | Léon Aymé          | SFIO, després PS |          |
| 1976-1994                                | Gilbert Espenon    | UDF              |          |
| 1994-2002                                | Hervé de Chirée    | RPR              |          |
| 2002-                                    | François Pantagène | RPR, després UMP |          |
| les dades anteriors no són pas conegudes |                    |                  |          |
|                                          |                    |                  |          |